# Фітін Павло Михайлович
Фітін Павло Михайлович (15 (28) грудня 1907, с. Ожогіно, Тобольська губернія — 24 грудня 1971, Москва) — керівник зовнішньої розвідки (ІНО ГУГБ НКВД-НКГБ) (1939—1946). Міністр державної безпеки Казахської РСР (1951—1953). Генерал-лейтенант (1945).

## Ранні роки
Народився в селянській родині. Після закінчення школи в 1920 році працював у сільгоспартілі «Зірка». У 1922 році в Ялуторовську прийнятий в комсомол. У 1922—1926 роках навчався в школі другого ступеня в Ялуторовську. З березня 1927 — член ВКП(б), c 1952 року — КПРС. З травня 1927 по червень 1928 — голова Бюро юних піонерів, заступник відповідального секретаря Шатровського райкому ВЛКСМ (Тюменський округ).
У 1932 році закінчив інженерний факультет Сільськогосподарської академії ім. Тимірязєва. З липня по жовтень 1932 працював інженером лабораторії сільськогосподарських машин Московського інституту механізації та електрифікації сільського господарства. З жовтня 1932 по жовтень 1934 — у видавництві «Сельхозгиз» завідувачем редакції індустріальної літератури. З жовтня 1934 по листопад 1935 проходив службу в Червоній Армії, рядовий в/ч 1266 МВО. У листопаді 1935 повернувся до видавництва, з листопада 1936 став заступником головного редактора.
У березні 1938 року, в розпал масових репресій, через відсутність кваліфікованих кадрів було вирішено провести «партнабор» в органи НКВД. Фітин був направлений на навчання на спеціальні прискорені курси Школи особливого призначення в числі інших цивільних фахівців.
У листопаді 1938 став стажистом в 5-му відділі ГУГБ НКВС СРСР (зовнішня розвідка). За рік здійснює запаморочливу кар'єру — в кінці 1938 року був призначений заступником начальника 5-го відділу ГУГБ НКВС СРСР, а в 1939 році очолює зовнішню розвідку органів держбезпеки на посаді начальника 1-го Управління НКДБ (НКВД) СРСР. Пропрацював на посаді до 15 червня 1946 року.

## На чолі розвідки в роки війни
Фітин був одним з перших, хто доповідав Сталіну дату нападу Німеччини на СРСР.
Видатні організаційні здібності проявив у роки Німецько-радянської війни. У короткий термін він відновив велику частину резидентур за кордоном, курирував школи особливого призначення, де проходили підготовку керівники партизанських загонів, створив інформаційно-аналітичне управління, де аналізувалися дані, що надходять від агентів за кордоном.
На чолі зовнішньої розвідки він доклав величезних зусиль, щоб забезпечити керівництво країни інформацією про задуми німецького командування, відомостями про можливість відкриття «другого фронту».
Розвідкою був отриманий план німецького наступу на Курській дузі, надходили відомості про сепаратні переговори американців з нацистами в Швейцарії, велися «радіогри», надавалася допомога партизанському руху.
Неоціненний внесок внесла керована Фітіним служба у створенні в СРСР ядерної зброї.

## Післявоєнний період
Лаврентій Берія добився в червні 1946 року його звільнення від займаної посади, переведення в розпорядження управління кадрів МДБ СРСР та відрядження в радянську окупаційну зону в Німеччині заступником уповноваженого МГБ в Німеччині (вересень 1946 — 1 квітня 1947). За іншою версією, ініціатором відставки Фітіна був М. С. Хрущов.
1 квітня 1947 Фітіна призначили на посаду заступника начальника управління держбезпеки по Свердловській області, 27 вересня 1951 перевели міністром держбезпеки Казахської РСР. З 16 березня по 16 липня 1953 він начальник УМВС по Свердловській області.
29 листопада 1953, після арешту Л. П. Берія, П. М. Фітіна звільнили з органів безпеки за службовою невідповідністю без пенсії, так як він не мав необхідної вислуги років.
Після відставки працював Головним контролером Міністерства держконтролю СРСР (квітень 1954 — квітень 1958), старшим контролером Комісії радянського контролю РМ СРСР (квітень 1958 — серпень 1959).
В останні роки життя П. М. Фітін працював директором фотокомбіната Союзу радянських товариств дружби і культурних зв'язків з іншими країнами (з серпня 1959, остання згадка в липні 1963).
Павло Михайлович Фітін помер 24 грудня 1971 року в Москві. Похований у Москві на Введенському кладовищі.